# Montagny-près-Louhans
 Montagny-près-Louhans  es una población y comuna francesa, situada en la región de Borgoña, departamento de Saona y Loira, en el distrito de Louhans y cantón de Louhans.

## Demografía
| 394 | 370 | 328 | 342 | 364 | 372 |
| Para los censos de 1962 a 1999 la población legal corresponde a la población sin duplicidades (Fuente: INSEE [Consultar]) |     |     |     |     |     |